# جورج كلينتون (سياسي)
جورج كلينتون (بالإنجليزية: George Clinton)‏ هو سياسي أمريكي، ولد في 1686 بإنجلترا في المملكة المتحدة، وتوفي في 10 يوليو 1761. انتخب عضو مجلس الشعب في برلمان بريطانيا العظمى.